# 大果花楸
大果花楸（学名：Sorbus megalocarpa）为蔷薇科花楸属下的一个种。

## 扩展阅读
- 維基物種上的相關：大果花楸